# Горизонт (супутник)
«Горизонт» — супутники зв'язку на геостаціонарній орбіті, які призначалися для забезпечення телефонно-телеграфного зв'язку, передачі програм центрального, республіканського та регіонального телебачення, а також зв'язку морських суден з береговими станціями «ІСС» імені академіка М. Ф. Решетньова. Розроблені та виготовлялися в НПО ПМ починаючи з середини 70-х років минулого сторіччя.
Всього були запущені 33 апарати (перший запуск відбувся 19.12.1978, останній запуск — 06.06.2000). Ще два запуски були невдалими.

## Призначення та історія
КА «Горизонт» були спроектовані для розширення можливостей космічного апарата подвійного призначення «Радуга», так як одного цивільного транспондера цього супутника Міністерству зв'язку СРСР не вистачало. Крім того, потрібен був КА, що працював би в Ku-діапазоні (14/11 ГГц) для прийому на невеликі земні антени.
Чотири нові супутники були виведені на орбіту в 1978—1980 рр. до відкриття Олімпіади 1980 року в Москві. Вони реалізували в поєднанні з «Екранами» схему «пятізонового мовлення»: територія СРСР була розділена на п'ять зон і на кожну зону транслювався свій (з урахуванням місцевого часу) варіант програми Центрального телебачення.
Крім того, з 1988 р. через «Горизонт» діяла система «Океан» (1.5/1.6 ГГц) для забезпечення зв'язку з рухомими засобами.
У пострадянський час, супутники використовувалися для розподілу програм ОРТ та РТР в Росії від 14 з. д. до 145 градусів в. д. Найпотужніший транспондер C-діапазону використовувався ОРТ. Ще один транспондер на більшості супутників обслуговував РТР. Супутники використовувалися також для мовлення радіостанцій «Радіо Росії» та «Маяк». Регіональні ретрансляційні центри приймали ці сигнали за допомогою антен діаметром 7—12 метрів.

## Конструкція
КА «Горизонт» були засновані на супутниковій платформі КАУР-3 та оснащувалися шістьма транспондерами C-діапазону й одним транспондером Ku-діапазону.

## Точки стояння КА «Горизонт»
- Горизонт-37 (14 з.д.)
- Горизонт-44 (14 с.д.)
- Горизонт-40 (103 в.д.)
- Горизонт-36 (140 в.д.)
- Горизонт-43 (140 в.д.)
- Горизонт-45 (145 в.д.)